# Sanam Marvi
Sanam Marvi   (Hyderabad, 17 d'abril de 1986) és una cantant en urdú pakistanesa.

## Biografia
Sanam Marvi prové d'una família pobra, parlant de sindhi, del Sind (Pakistan). El seu pare, Faqeer Khan Muhammad, també és un músic popular que toca per a cerimònies religioses i la va introduir en la música sufí. Després de rebre les primeres nocions bàsiques del seu pare, començà a formar-se musicalment als 7 anys. Més tard va aprendre cant clàssic i raga d'Ustad Fateh Ali Khan en la tradició de Gwalior gharana. S'inspira en la cantant Abida Parveen. Va actuar al Rafi Peer Theatre el 2004 i el 2005.
Sanam Marvi va debutar el 2009 en Virsa Heritage, un programa de música del canal Société Télé Pakistan presentat per Yousuf Salahuddin. Més tard, participà en Coke Studio Pakistan, una sèrie de televisió pakistanesa amb actuacions musicals en directe. Va debutar a l'Índia el 2010 en Jahan-e-Khusrau, el festival de música sufí organitzat pel productor de cinema Muzaffar Ali. Al febrer del 2011 va ser, amb la cantant índia Rekha Bhardwaj en l'Aman ki Asha, organitzat per The Times of India al Palau Chowmahalla, a Hyderabad, Índia.
Marvi va fer la seua primera gira arreu del món, amb concerts a Dubai, Londres, cantant amb Hadiga Kiani i Ali Zafar.
El seu primer marit, el 2006, Aftab Ahmed Pharero (segon matrimoni per a ell), també conegut com a Aftab Ahmed Kalhoro, fou assassinat a Karachi el 2009, quan ella estava embarassada. Sanam Marvi es va casar amb Hamid Ali Khan, el seu cosí, amb qui va tenir tres fills, i se'n va divorciar el 2020, al·ludint maltractaments.